# Gecko vert des Hauts
Phelsuma borbonica
Espèce
Synonymes
- Phelsuma cepediana borbonica Mertens, 1966
- Phelsuma agalegae Cheke, 1975

Statut CITES
Phelsuma borbonica est une espèce de geckos de la famille des Gekkonidae. Elle est nommée en français sous de nombreuses variantes : Gecko vert des Hauts, Gecko diurne de Bourbon, Gecko diurne de la Réunion, Lézard vert des Hauts, Phelsume de Bourbon et tout simplement « lézard vert » en créole réunionnais.

## Répartition
Cette espèce se rencontre à La Réunion et à Agaléga à Maurice.
Phelsuma borbonica borbonica vit typiquement entre les hauteurs de Saint-Denis et Sainte-Rose. Certains spécimens évoluant précisément entre la forêt Mourouvin et le Grand Étang portent un point bleu caractéristique sur le cou. Phelsuma borbonica mater se rencontre plus typiquement dans Hauts de la Réunion de la pointe sud-est de l'île, par exemple dans la forêt de la Crête. Phelsuma borbonica agalegae se rencontre sur l'archipel Agaléga.

## Habitat
Ce gecko vit dans des sous-bois bien éclairés. Le climat est chaud et humide. Dans la journée, la température varie de 25 à 30 °C, elle chute durant la nuit aux alentours de 20 °C. L'hygrométrie varie de 50 à 80 % selon les moments de la journée.

## Description

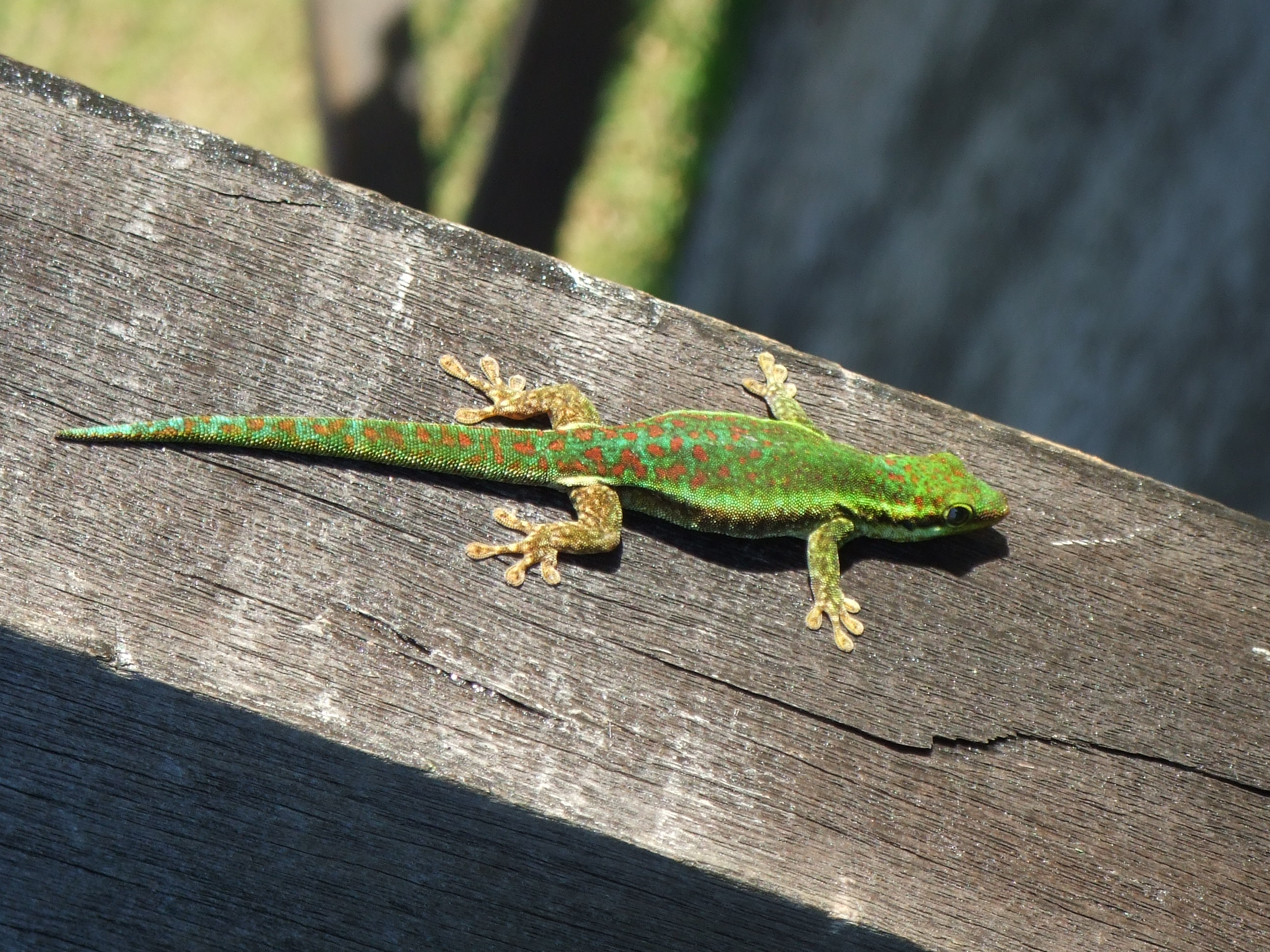
Phelsuma borbonica sur un kiosque du belvédère de l'Éden

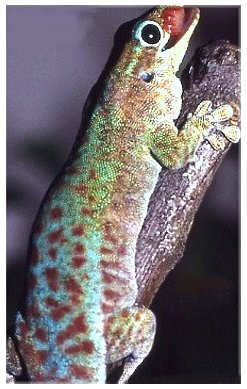
Phelsuma borbonica mater

C'est un gecko diurne et arboricole.
Les mâles atteignent les 15 cm, parfois 16 cm, alors que les femelles ne dépassent guère les 13 cm.

## Alimentation
Le gecko vert des hauts se nourrit de petits insectes (papillons, mouches, termites), d'araignées et micro invertébrés ; il apprécie également le nectar des fleurs (Bois de corail, Losto café, Vacoas), la pulpe et le jus des fruits (Bananier, Bois de nèfles, Bois de pomme, Goyavier, Papayer, Vacoas). Ce goût pour le nectar l'amène à jouer un rôle de pollinisateur pour la flore locale, notamment pour Trochetia granulata.

## Éthologie
Cet animal est relativement nerveux, et tend à fuir lorsqu'il est dérangé. Il est très héliophile et s'expose fréquemment au soleil.

## Reproduction
La reproduction débute au printemps, et se poursuit durant l'été. Les œufs sont pondus par paires, fixés à des supports ou dissimulés sous des écorces ou des pierres. Une même femelle peut pondre jusqu'à quatre paires d'œufs. Les femelles partagent parfois leurs lieux de ponte. Les œufs incubent entre deux et trois mois en conditions naturelles (températures d'environ 26 °C). À leur naissance, les petits mesurent entre quatre et cinq centimètres.

## Liste des sous-espèces
Selon The Reptile Database (28 octobre 2012) :
- Phelsuma borbonica agalegae Cheke, 1975
- Phelsuma borbonica borbonica Mertens, 1966
- Phelsuma borbonica mater Meier, 1995

## Protection
Cette espèce est classée en annexe II de la convention CITES, elle est en outre intégralement protégée en France comme toute la faune sauvage locale.

## Étymologie
Le nom scientifique de cette espèce (borbonica) vient de "île Bourbon", nom donné à l'origine à l'île de la Réunion par les Français en 1640.

## Publications originales
- Cheke, 1975 : An undescribed gecko from Agalega: Phelsuma agalegae Sp. nov. Mauritius Institute Bulletin, vol. 8, p. 33-48.
- Mertens 1966 : Die nichtmadagassischen Arten und Unterarten der Geckonengattung Phelsuma. Senckenbergiana Biologica, vol. 47, p. 85-110.
- Meier, 1995 : Neue Nachweise von Phelsuma borbonica auf Réunion, Maskarenen, mit dem Versuch einer taxonomischen Einordnung. Salamandra, vol. 31, n. 1, p. 33-40 & erratum vol. 32, n. 2, p. 98.